# FC Santa Claus
FC Santa Claus AC is een Finse voetbalclub uit Rovaniemi. De club ontstond in 1993 als een fusie tussen Rovaniemen Reipas (RoRe) en Rovaniemen Lappi (RoLa). De naam verwijst naar de Kerstman waarvan de stad Rovaniemi zich profileert als residentie.
De club nam in 1994 de plaats van RoRe in de Kakkonen in en degradeerde in 2000 naar de Kolmonen. In 2008 promoveerde Santa maar degradeerde weer in 2012. Vanaf 2015 speelde de club weer in de Kakkonen maar degradeerde in 2016 wederom.

## Erelijst
- Kakkonen poule: 2010
- Kolmonen poule: 2001, 2008
- Midnattsolscupen: 1994